# Gorno Krušje, Resen
Gorno Krušje, znano tudi kot Krušje, je vas v občini Resen, v Prespanski regiji, v bližini mesta Resen.

## Geografija in lokacija
Vas se nahaja v najsevernejšem delu Prespanske regije, nedaleč od ceste Resen–Ohrid, 9 kilometrov severno od Resna. Del območja vasi leži na jugozahodnem pobočju gore Plaken na nadmorski višini 1140 metrov. Vas meji na vasi Skrebatno, Zavoj, Sviništa in Plače na zahodu in severozahodu, Leva Reka na vzhodu ter Izbišta in Bolno na jugu.

## Kulturne in naravne znamenitosti
Cerkve
- Cerkev Kristusovega vnebohoda
- Cerkev Sv. Nikolaja

Spomeniki
- Spomenik Ilindenski vstaji
- Spomenik narodnoosvobodilni vojni

- Spomenik z mozaikom v čast Ilindenskemu uporu
- Spomenik Ilindenskemu uporu
- Spomenik v čast padlim v NOB iz Gornjega Krušja
- Napis na spomeniku NOB

Arheološka najdišča
- Sv. Odrešenik — cerkev in nekropola iz zgodnjekrščanske dobe,
- Gumenje — naselje iz pozne antike,
- Staro Selo — naselje, cerkev in nekropola iz srednjega veka.